# Ferentzi György
Ferentzi György (Gyergyószentmiklós, ? – Gyergyószentmiklós, ? ) ferences szerzetes, katolikus pap, csíki főesperes.
1614–1633 között Gyergyószentmiklós plébánosa, 1634–1641 között püspöki helytartó volt. 1629-től az ő kezdeményezésére bővítették ki a város Szent Miklós-templomát. A város örmény közösségének 1637-ben telket bocsátott a rendelkezésére, ahol utóbb megépíthették templomukat. Vagyonának jelentős részét a környék katolikus templomainak építésére és berendezésére fordította; anyagilag támogatta a bákói, mikházi, gyergyószárhegyi és csíksomlyói ferences kolostorokat.
Papi hivatása mellett megírta a gyergyószentmiklósi egyházközség monográfiáját Regestrum Ecclesiae S. Nicolai in Giorgio factum per Georgium Ferenczi Sacerdotem Coelibem (1629) címmel. 